# Albino Farm
Albino Farm ist ein US-amerikanischer Horrorfilm von Joe Anderson und Sean McEwen aus dem Jahr 2009.

## Handlung
Die vier Studenten Stacey, Brian, Sanjay und Melody haben die Aufgabe, in Missouri die Geschichte einer Gegend zu dokumentieren. Sie verfahren sich jedoch und landen in der Nähe des kleinen Ortes Shiloh. Nach einer Reifenpanne suchen sie eine heruntergekommene Tankstelle auf. Der blinde, etwas zurückgebliebene Tankwart warnt sie vor dem Bösen und einer Legende in diesem Ort, bittet sie umzukehren und verweist auf einen bestimmten Bibelvers.
Auf dem Weg nach Shiloh entdecken sie ein großes Festzelt, in dem offensichtlich eine Messe abgehalten wird. Sie werden von einem Unbekannten überrascht, der ihnen etwas über eine bestimmte Albino Farm als Ort der Verdammten erzählt. Die Studenten beschließen, über diese Farm eine Dokumentation zu erstellen. In Shiloh angekommen, treffen sie ausschließlich auf unheimliche deformierte, behinderte und missgebildete Einwohner. Brian und Melody versuchen herauszufinden, wo die Albino Farm liegt, während Sanjay und Stacey die örtliche Kirche besichtigen. Sie lesen den Bibelvers, der von einem Fluch handelt, der sämtlichen Generationen Deformierungen voraussagt. Derweil treffen Brian und Melody drei zwielichtige Kerle, die sie mit dem Auto zur Albino Farm bringen. Es ist ein unheimliches Areal mit uralten, heruntergekommenen Gebäuden. Dort werden sie allein zurückgelassen.
Brian tritt in eine Falle und bleibt schwerverletzt liegen. Inzwischen treffen auch Sanjay und Stacey ein, denen die verzweifelte Melody entgegenläuft. Doch Brian liegt nicht mehr an der Unglücksstelle. Er wurde von missgebildeten, menschenfressenden Kreaturen verschleppt und ermordet. Eine tödliche Jagd auf die drei verbliebenen Studenten beginnt. Als sie getrennt werden, wird auch Melody auf bestialische Weise umgebracht. Nachdem Sanjay und Stacey überwältigt worden sind, finden sich die beiden nach dem Aufwachen in einer Höhle wieder, in der sich die Monster gerade über ein menschliches Mahl hermachen. Auf der Jagd durch die Höhle verletzt sich Sanjay so schwer, dass er nicht mehr weiterlaufen kann. Als die Horde Stacey angreift, zündet er eine Magnesiumfackel an, die dort gelagertes Propangas entzündet und die Kreaturen tötet.
Stacey kann sich retten und läuft ziellos durch die Gegend, als sie wieder auf das große Festzelt trifft. Sie geht hinein und entdeckt einen Albino-Priester, der vor ausschließlich missgebildeten Menschen predigt. Sie erleidet einen Nervenzusammenbruch und zeigt verrückte Züge, als sie erkennt, dass es sich um die gesamte Dorfbevölkerung handelt, und setzt sich dazu.

## Kritik
„Öder Slasherfilm, der mit desaströsen Darstellern sein Publikum bedient.“

„Deformierte und degenerierte Redneckmutanten bearbeiten kreischende rosige Vorstadtkids mit allerhand Eisengerümpel in diesem strikt nach Schema formatierten und operierenden Low-Budget-Horrorgemetzel. Weit weniger Eindruck als die in guten Momenten an Fellini und „Carnivale“ gemahnenden Freaks und Sonderlinge hinterlässt die Kreischmasse alias die jugendlichen Helden, weshalb nur wenig Anteilnahme das Vergnügen des Hardcore-Splatterfans am kruden Reigen von Schockmomenten und Verfolgungsjagden trüben dürfte.“